# High Ambition Coalition
High Ambition Coalition (kurz: HAC) bezeichnet eine Reihe informeller, zwischenstaatlicher Zusammenschlüsse von Staaten, die sich für ambitionierte Ziele in globalen Umweltverhandlungen einsetzen.

## Ursprung und Begriffsgeschichte
Die erste High Ambition Coalition entstand während der UN-Klimakonferenz 2015 in Paris, initiiert durch die Marshallinseln und deren Außenminister Tony de Brum. Ziel war es, ambitionierte Klimaziele im Übereinkommen von Paris zu verankern, insbesondere die Begrenzung der Erderwärmung auf 1,5 °C.

## Varianten der High Ambition Coalition

### UNFCCC-Koalition
Die ursprüngliche HAC setzt sich im Rahmen der UNFCCC für die ambitionierte Umsetzung des Übereinkommen von Paris ein. Sie fordert unter anderem:
- regelmäßige Erhöhung nationaler Beiträge (NDCs)
- Ausstieg aus fossilen Brennstoffen
- Ausbau der Klimafinanzierung für Entwicklungsländer[1][2]

### High Ambition Coalition for Nature and People
Gegründet im Januar 2021 durch Frankreich, Costa Rica und das Vereinigte Königreich, verfolgt diese Koalition das sogenannte 30 × 30-Ziel: Schutz von mindestens 30 % der Land- und Meeresflächen bis 2030 im Rahmen der Biodiversitätskonvention. Die Koalition hat eine wichtige Rolle bei der Verabschiedung des Kunming-Montreal Global Biodiversity Framework bei der COP 15 (CBD) 2022 Kunming/Montreal gespielt und setzt sich nun für dessen Umsetzung ein.

### Shipping High Ambition Coalition
Diese Gruppe arbeitet im Rahmen der Internationalen Seeschifffahrts-Organisation (IMO) auf die Dekarbonisierung der internationalen Schifffahrt hin.

### High Ambition Coalition to End Plastic Pollution
Entstanden in den UN-Verhandlungen zu einem globalen Plastikabkommen, fordert sie ein rechtsverbindliches Übereinkommen zur Eindämmung der Plastikverschmutzung.

### High Ambition Coalition for a Quiet Ocean
Die High Ambition Coalition for a Quiet Ocean ist eine internationale politische Initiative, die am 10. Juni 2025 im Rahmen der dritten United Nations Ocean Conference in Nizza von Panama, Kanada und 35 weiteren Staaten gegründet wurde. Ziel der Koalition ist es, den schädlichen Unterwasserschall – insbesondere aus Handelsschifffahrt, Marine- und Offshore-Industrie – zu reduzieren und so die Kommunikation, Navigation und die Nahrungssuche mariner Lebewesen zu schützen.
Mit der Verabschiedung einer gemeinsamen Erklärung verpflichten sich die Mitgliedsstaaten
- wissenschaftlich fundierte Grenzwerte für Unterwasserlärm zu entwickeln,
- leisere Schiffs- und Antriebstechnologien zu fördern und
- akustisch funktionsfähige Meeresschutzgebiete auszuweisen.